# 자일천
자일천(自逸川)은 경기도 포천시 영북면을 흐르는 하천이다. 강포저수지의 북쪽 부분과 강포저수지에서 흘러나가는 부분은 철원군 (남) 갈말읍 강포리를 지난다.